# Niedźwiedzia Skała
Niedźwiedzia Skała – formacja skalna znajdująca się na południowej stronie zbocza góry Kozia Równia, w Parku Krajobrazowym Gór Sowich. W skale została wmurowana tablica pamiątkowa poświęconą Hermannowi Henkelowi. 

## Turystyka
Przy skale prowadzi pieszy szlak turystyczny:
- czerwony -  fragment Głównego Szlaku Sudeckiego (Świeradów-Zdrój – Prudnik) prowadzący z Wielkiej Sowy (1015 m n.p.m.) na Kalenicę i dalej.